# Mettenhof
Mettenhof is een plaats in de Duitse gemeente Kiel, deelstaat Sleeswijk-Holstein, en telt 18.630 inwoners (2006).